# Menno van Coehoorn
Menno baron van Coehoorn (født marts 1641 i Leeuwarden, Frisland, død 17. marts 1704 i Wijkel) var en nederlandsk officer og fæstningsbygmester kendt som det nederlandske modstykke til Vauban i Frankrig.
Van Coehoorn gjorde sig først bemærket ved forsvaret af Maastricht (1673) og ved belejringen af Graven, hvor han indførte anvendelsen af de, efter ham opkaldte små, bærbare morterer, bestemte til bekastning af de fjendtlige løbegrave og batterier. Efter freden i Nijmegen (1678) forstærkede og ombyggede han en stor del af de hollandske fæstninger efter et af ham konstrueret befæstningssystem – den nyere nederlandske skole – hvis grundrids nærmede sig det tenaillære, og i hvilket han i stor udstrækning anvendte murede kasematter til dækning af skytset og kontregarder m.m. til beskyttelse for eskarpebeklædningen. 1692 forsvarede han det af ham selv befæstede Namur mod et angreb, der lededes af hans samtidige, den berømte ingeniørofficer Vauban, men blev såret og måtte overgive sig; 3 år senere erobrede han fæstningen tilbage. Sine principper for befæstningskunsten har han fremsat i flg. værker: Versterkinge des vijfhoeks met alle sijne buýtenwerken (1682) og Niewe vestingbouw (1685).